# سیارک ۱۲۹۷۸
سیارک ۱۲۹۷۸ (به انگلیسی: 12978 Ivashov، نامگذاری:1978SD7) دوازده هزار و نهصد و هفتاد و هشتمین سیارک کشف شده‌است که در ۲۶ سپتامبر ۱۹۷۸ کشف شد.
قدر مطلق سیارک برابر ۱۷.۸ است.